# دهنو (مشيز بردسير)
دهنو (بالفارسية: دهنو) هي قرية تقع في إيران في البلدة المركزية. يقدر عدد سكانها بـ 0 نسمة بحسب إحصاء 2016.